# الإقليم السني (العراق)
الإقليم السني يشار إليه أيضًا باسم إقليم الأنبار، هي منطقة اتحادية مقترحة تشمل المحافظات ذات الأغلبية السنية في العراق، مثل الأنبار وديالى وصلاح الدين ونينوى وكركوك وضواحي بغداد. وقد اقترحها العرب السنة العراقيون الذين استلهموا إقليم كردستان، الذي مُنح صفة الكيان القانوني بعد تطبيق دستور عام 2005.